# 渡邉義章
渡邉 義章（わたなべ よしあき、1952年9月5日 - ）は、日本の自動車技術者、実業家。日産車体代表取締役社長や、同社取締役会長、日本自動車車体工業会会長などを務めた。

## 人物・経歴
長崎県出身。1977年同志社大学工学部機械システム工学科卒業、日産自動車入社。1998年日産自動車追浜工場工務部次長。2000年英国日産自動車製造出向。2004年日産自動車理事追浜工場長。2006年日産自動車常務執行役員（生産事業本部、国内各工場、海外部品物流管理部担当）。2009年から日産車体代表取締役社長を務め、工場再編などを行った。2015年日本自動車車体工業会会長。2016年日産車体取締役会長。